# 곡성 도림사 아미타여래설법도
곡성 도림사 아미타여래설법도(谷城 道林寺 阿彌陀如來說法圖)는 대한민국 전라남도 곡성군, 도림사에 있는 조선시대의 불화이다. 2017년 3월 8일 대한민국의 보물 제1934호로 지정되었다.

## 개요
이 작품은 도림사 보광전의 후불화로 봉안되어 있는 아미타여래설법도로 1730년 철매(哲梅)의 증명 아래 수화원(首畵員) 채인(彩仁), 진행(眞行), 즉심(卽心), 각천(覺天), 책활(策活) 등이 제작한 것이다. 이 그림을 주도한 채인과 즉심은 1723년 흥국사와 1725년 송광사 불화 제작 때 의겸(義謙)을 수화사로 모시고 함께 작업을 한 대표적인 의겸파 화원이며, 진행과 각천은 1730년 운흥사 괘불 조성 때 의겸을 도왔다. 또한 의겸을 비롯해 채인, 덕민, 지원, 각천, 책활 등은 같은 해(1730년) 공주 갑사의 석가여래삼세불도를 함께 제작하였을 만큼 이 들은 긴밀한 유대감을 가지고 있었다.
도림사 아미타여래설법도는 공주 갑사 석가여래삼세불도의 제작 의도와 달리 단독의 후불벽면에 걸기 위해 조성된 불화로서, 갑사의 그것 보다 좌우 폭이 넓어졌으나, 인물의 표현이나 구성, 묘선, 색채, 문양 등 도상이나 양식의 면에서 대체로 갑사의 화풍을 따르고 있다. 따라서 이 작품은 18세기 최고의 화승 의겸의 화풍이 그의 유파 화원들에게 어떻게 스며들고 발전되어 가는지를 가늠해 볼 수 있는 의미 있는 작품이다. 특히 적·녹색의 강한 색 대비 속에 백색, 황토, 양녹, 갈색 등 부드러운 중간 색조가 안정적으로 뒷받쳐 주고 있는 설채법, 그리고 주저 없는 유려한 필선, 중후한 이목구비를 가진 상호 등에서 1724년 송광사 응진전 영산회상도, 1725년 송광사 영산회상도 등 당대의 최고의 화승(畵僧) 의겸(義謙)의 화풍을 잘 계승 발전시키고 있다.
이 작품은 아미타여래와 관음·대세지를 비롯한 팔대보살, 그리고 권속들이 엄격한 좌우대칭을 이루며 짜임새 있는 화면구성을 갖추었고, 정취하고 유려한 필선과 중간 톤의 안정된 색감과 문양을 통하여 우수한 화격을 보여준다. 18세기 전반기 유행한 화풍과 화사간의 교류를 통한 화맥(畵脈)의 전승관계를 이해하는 데도 중요한 작품으로 평가된다.

## 같이 보기
- 곡성 도림사

## 참고 자료
- 곡성 도림사 아미타여래설법도 - 국가유산청 국가유산포털